# Крик (фільм, 1991)
«Крик» (англ. Shout) — американський кінофільм. Переглядати рекомендується дітям від 13 років і спільно з батьками.

## Сюжет
Дія фільму відбувається в 1950-х роках.
Важкий підліток Джессі Такер потрапляє до будинку для підлітків-втікачів і сиріт. Він постійно вступає в конфлікт з викладачем Юджином Бенедиктом, який стоїть за важку працю і гімнастику.
Вчитель музики Джек Кейб знайомить учнів з забороненим рок-н-роллом. Поза школою він проводить час з колишньою дівчиною шерифа, власницею танцювального клубу, Моллі.

## Актори
- Джон Траволта — Джек Кейб
- Джеймі Волтерс — Джессі Такер
- Гізер Грем — Сара Бенедикт
- Річард Джордан — Юджин Бенедикт
- Лінда Фіорентіно — Моллі
- Скотт Коффі — Бредлі
- Гленн Квінн — Алан
- Френк фон Зернек молодший — Тобі
- Майкл Беколл — Big Boy
- Сем Хеннігс — Тревіс Паркер
- Гвінет Пелтроу — Ребекка
- Крістіна Сімонд — Рейчел
- Чарльз Тейлор — заступник директора
- Паула Белламі-Франклін — кухар
- Джеррі Туллос — Bandstand M.C.

## Цікаві факти
- В 1992 році Джон Траволта за роль в цьому фільмі був номінований на «Золоту малину» (Razzie Award) як «Найгірший актор другого плану».